# 妹はひまわり組
『妹はひまわり組』（いもうとはひまわりぐみ）は、『別冊ヤングマガジン』に連載していた氏家ト全による漫画作品。

## 概要
『妹は思春期』の主人公・城島カナミの幼稚園児時代の物語で、カナミの通うひだまり幼稚園を中心舞台とした下オチ4コマ漫画。
母親の教育のせいなのか幼稚園児が下ネタを使い、笑いを呼ぶ。よく主人公の関係者による（主人公が出てこない）サイドの4コマも出てくる。これもやはり下オチが中心。
『妹は思春期』の2巻以降に収録されている。

## 登場人物

### 幼稚園児
城島カナミ（5歳）
O型
この漫画の主人公。当時は両親とも一緒に暮らしていた。
幼稚園児とは思えないほどエロスの知識を持ち合わせていて下ネタを発する。
黒田マナカ（5歳）誕生日12月24日
途中から入ってきた転入生。冷静無沈着な性格でいつも丁寧語で話す。
幼稚園児なのになぜか官能小説を読んでいて貞操帯を着用している。
マナカが引っ越していくことにより、この漫画は終了を迎えた。
ミナオ（ミキ・リョーコ）（5歳）
カナミ、マナカと常に3人いる女の子。
2巻当時はなんとなくアキっぽいが決してツッコミではなく、ボケとして存在。
ヨシオ（5歳）
カナミと同じひまわり組の園児。
最近はエロスが薄れてきた。
吉岡マユ（5歳）(「妹は思春期」8巻収録分より登場)誕生日6月9日6時9分
カナミと同じひまわり組の園児。最近転入してきた。
無類のダジャレ好きで、自分で言って自分でウケることもしばしばある。
好物は「酢かトロ」である。

### 先生
宮本レイコ（24歳）
ひだまり幼稚園のひまわり組の先生
物語唯一の常識人で、全ツッコミを担う頑張り屋さん。
ツッコミに忙しいせいか男関係はあまりなく、胸が全く発達していないのが悩み。
園児に胸のことを言われると怒る。
佐々岡アヤ（23歳）
ひだまり幼稚園のいちょう組の先生
過去に色々な仕事をしていて、たまにその時のクセが出たりする。
年齢が近いせいか、宮本先生とは仲が良い。
黒田マナカとは因縁の戦いを繰り広げている。
長渕ハジメ（61歳）
ひだまり幼稚園の園長
昔はマジメだったのに救われない人という設定だったが、今では完全な変態状態である。
年のせいかEDで、ナニが全く使い物にならない。

### その他
城島シンジ（7歳）
主人公、城島カナミの兄
当時はエロ知識を全くもたない普通の小学生。
長渕ミナコ（25歳）：4巻より登場
園長先生の妻
なぜか幼稚園に普通に入ってきている。
子供が大好きでたまらないそうだ。
変態プレイが大好きだが、園長先生が使い物にならないので、子宝に恵まれず、まだ処女膜が破れないと嘆いている。